# Danh sách câu lạc bộ bóng đá ở Nigeria
Đây là danh sách các câu lạc bộ bóng đá ở Nigeria.
Về danh sách đầy đủ, xem Thể loại:Câu lạc bộ bóng đá Nigeria

## A
- Abia Comets
- Abia Warriors F.C.
- Abiola Babes
- ABS F.C.
- Abuja F.C.
- ACB Lagos
- Adamawa United F.C.
- Akwa Starlets FC
- Akwa United F.C.
- Anambra Pillars F.C.
- Anambra United F.C.
- Apa United FC

## B
- Babanawa F.C.
- Bayelsa United F.C.
- BCC Lions
- Bendel Insurance F.C.
- Bridge Boys F.C.
- Bussdor United F.C.

## C
- C.O.D United football club of Lagos
- Calabar Rovers
- City of David FC
- Crown F.C.

## D
- Dalhatu United
- Dolphins F.C. (Port Harcourt)
- DSS FC

## E
- El-Kanemi Warriors
- Enugu Rangers
- Enyimba International F.C.
- Esan F.C.

## F
- F.C. Ebedei
- First Bank F.C.
- Fountain FC

## G
- Gateway United F.C.
- Giwa FC
- Go Round F.C.
- Gombe United F.C.

## H
- Heartland F.C.

## I
- Ifeanyi Ubah F.C
- Ikorodu United F.C.
- Ilesa Dynamos F.C.

## J
- Jasper United
- Jigawa Golden Stars F.C.
- JUTH F.C.

## K
- Kaduna United F.C.
- Kano Pillars F.C.
- Kogi United
- Kwara United F.C.

## L
- Leventis United
- Lobi Stars F.C.

## M
- MFM FC
- Mighty Jets F.C.
- Mohammed Gambo
- My People FC

## N
- NAF Rockets F.C.
- Nasarawa United F.C.
- Nembe City F.C.
- NEPA Lagos
- New Nigeria Bank F.C.
- Niger Tornadoes F.C.
- NITEL Vasco Da Gama F.C.

## O
- Ocean Boys F.C.

## P
- Plateau United F.C.
- Prime F.C.

## R
- Racca Rovers
- Ranchers Bees FC
- Remo FC
- Rising Stars F.C.
- Rivers United F.C.

## S
- Sharks F.C.
- Shooting Stars SC
- Sokoto United
- Spotlight F.C.
- Stationery Stores F.C.
- Sunshine Stars F.C.

## T
- Taraba F.C.
- TEAP FC

## U
- Udoji United F.C.
- Union Bank F.C.

## W
- Warri Wolves F.C.
- Westside F.C.
- Wikki Tourists F.C.